# Oxintoceras
Oxintoceras – rodzaj głowonogów z wymarłej podgromady amonitów, z rzędu Goniatitida.
Żył w okresie karbonu (wizen).